# 遠東紅點鮭
遠東紅點鮭，又名白斑紅點鮭為輻鰭魚綱鮭形目鮭科的其中一種。

## 分布
本魚分布於西北太平洋區，包括俄羅斯遠東地區、日本、朝鮮半島、中國東北地區、美國阿拉斯加州，屬洄游性魚類。其多生活于日本，有陸封型種。該物種的模式產地在太平洋流域。

## 深度
水深0至50公尺。

## 特徵
本魚體延長且粗壯，體色為深褐色，且從背部往下逐漸變淡，腹部銀白色，全身散布白色圓斑點，各魚鰭為紅褐色並帶有灰白色邊緣，吻部略呈黃色，體長可達120公分。

## 生態
本魚陸封形偏愛低的溫度溪流，海洋洄游形的幼魚在2歲進入海洋，至4歲時洄游進行產卵。屬肉食性，以昆蟲與浮游生物等為食。

## 經濟利用
為食用魚及游釣魚類，適合各種烹飪方式食用。